# Torneo de Estoril 2010
El Torneo de Estoril 2010 fue un evento de tenis disputado sobre tierra batida. Fue la edición nº21 del torneo, y formó parte de los eventos de categoría International Series 250 del ATP Tour 2010, y un evento de la serie WTA Tour 2010. Tanto el torneo masculino como el femenino se celebraron en Qeiras, Portugal, desde el 3 de mayo hasta el 9 de mayo de 2008.
El hombre más fuerte en el cuadro era el número 1 del mundo Roger Federer. También estaban presentes Ivan Ljubičić, Gaël Monfils y Albert Montañés quien acabó revalidando su título de la pasada edición ante el local Frederico Gil.

## Campeones

### Individuales Masculino
Albert Montañés vence a  Frederico Gil 6-2, 6-7(4), 7-5.
- Fue el primer título de Albert en la temporada, y el 4º de su carrera.

### Individuales Femenino
Anastasija Sevastova vence a  Arantxa Parra Santonja 6–2, 7–5.
- Fue el primer título de la carrera de Anastasija.

### Dobles Masculino
Marc López /  David Marrero vencen a  Pablo Cuevas /  Marcel Granollers 6–7(1), 6-4, [10–4].

### Dobles Femenino
Sorana Cîrstea /  Anabel Medina Garrigues vencen a  Vitalia Diatchenko /  Aurélie Védy 6–1, 7–5.